# You Gotta Take a Little Love
| Recensione | Giudizio |
| ---------- | -------- |
| AllMusic   |          |

You Gotta Take a Little Love è un album discografico a nome della The Horace Silver Quintet, pubblicato dalla casa discografica Blue Note Records nel giugno del 1969.

## Tracce

### LP
Brani composti da Horace Silver, eccetto dove indicato.
Lato A
1. You Gotta Take a Little Love – 5:20 – Registrato il 10 gennaio 1969
2. The Risin' Sun – 4:35 – Registrato il 10 gennaio 1969
3. It's Time – 6:35 – Registrato il 17 gennaio 1969
4. Lovely's Daughter – 4:10 (Bennie Maupin) – Registrato il 10 gennaio 1969

Lato B
1. Down and Out – 4:25 – Registrato il 17 gennaio 1969
2. The Belly Dancer – 7:20 – Registrato il 17 gennaio 1969
3. Brain Wave – 6:15 – Registrato il 17 gennaio 1969

## Musicisti
- Horace Silver - pianoforte
- Randy Brecker - tromba, flicorno (brani: You Gotta Take a Little Love e The Risin' Sun)
- Bennie Maupin - sassofono tenore, flauto
- John Williams - contrabbasso
- Billy Cobham - batteria

Note aggiuntive
- Francis Wolff - produttore
- Registrazioni effettuate il 10 e 17 gennaio 1969 al Van Gelder Studio di Englewood Cliffs, New Jersey (Stati Uniti)
- Rudy Van Gelder - ingegnere delle registrazioni
- Rus Poli Rodriguez - fotografia copertina frontale album originale
- NASA - fotografia retrocopertina album originale
- Bob Baker - fotografia interno copertina album originale[2][3]